# ICREACH
ICREACH ist eine Suchmaschine der National Security Agency für die verschiedenen Datenbanken der United States Intelligence Community. Icreach wurde im Zuge der Globalen Überwachungs- und Spionageaffäre bekannt, nachdem Edward Snowden Dokumente bereitstellte, die The Intercept am 25. August 2014 in einen Artikel „How the NSA built its own secret google“ (Wie die NSA ihr eigenes geheimes Google baute) aufbereitete.

## Funktion
„The ICREACH team delivered the first-ever wholesale sharing of communications metadata within the U.S. Intelligence Community, […] compelled by the IC’s increasing need for communications metadata and NSA’s ability to collect, process and store vast amounts of communications metadata related to worldwide intelligence targets.“

„Das Icreach-Team ermöglichte den allerersten umfassenden Zugriff auf Kommunikations-Metadaten innerhalb der US-Nachrichtendienste, […] veranlasst durch deren gestiegenen Bedarf an Metadaten und durch die Möglichkeiten der NSA diese über Ziele der Nachrichtendienste weltweit zu sammeln, zu verwerten und zu lagern.“

Die Suchmaschine stellte schon 2007 mehr als 850 Milliarden Datensätze zu 30 verschiedenen Datenarten wie E-Mails, Telefonate, Faxe, Kurznachrichten zur Verfügung. Auch Funkzellenabfragen konnten durch die Eingabe von IMEI-Nummern erfolgen.

„To me, this is extremely troublesome, the myth that metadata is just a bunch of numbers and is not as revealing as actual communications content was exploded long ago—this is a trove of incredibly sensitive information.“

„Für mich ist dies extrem beunruhigend. Der Mythos, Metadaten sind nur ein Haufen Zahlen und nicht so enthüllend wie der Inhalt echter Kommunikation wurde schon vor langem zerstört. Dies sind extrem heikle Informationen“

Da die Vorgängersysteme „CRISSCROSS“ und „PROTON“ den Ansprüchen der NSA und anderer US-Dienste nicht mehr genügten, wurde die Schaffung von ICREACH im Jahre 2006 von NSA-Chef Keith Alexander angestoßen.

## Rechtslage
Die Suchmaschine könne von Analysten anderer Behörden genutzt werden, wenn es um Auslandsaufklärung gehe. Wenn Analysten Daten einsehen wollen, die unter dem Patriot Act gesammelt werden, muss es juristisch um das Aufspüren von terroristischen Aktivitäten gehen.
Legitimiert wird die Datenerfassung durch die Executive Order 12333, die bereits 1981 in Kraft gesetzt wurde. Diese wird jedoch auch in den USA selber kritisiert, da sie auf Grund ihres Alters nicht für den Einsatz im Internet bestimmt war. Die Präsidentenverfügung ermöglicht es, sowohl Metadaten als auch Inhalte zu speichern. Diese Speicherung der Daten unterliege keiner richterlichen Kontrolle. Für US-Bürger gelten keine Schutzmechanismen, sofern ihre Daten nicht in den USA, sondern im Ausland "zufällig" mitgeschnitten wurden. Es spiele keine Rolle, ob sie einer Tat verdächtigt werden oder nicht. Für ausländische Bürger gelten sogar praktisch keine Schutzmechanismen.